# サウス・ローガン・マグパイズ
サウス・ローガン・マグパイズ (Souths-Logan Magpies) は、ブリスベン（オーストラリア）のラグビーリーグのクラブである。
ブリスベンの地域リーグ、クイーンズランド・ウィザード・カップに参加している。

## 来歴
- 2003年、サザン・サバーブス・マグパイズがローガン・スコーピオンズを吸収合併して設立。
- CEO：ジム・マクレランド (Jim McLelland)
- キャプテン：ブランドン・コスティン (Brandon Costin)
- コーチ：マーク・グリドン (Mark Gliddon)
- 本拠地：ブランドン・パーク（アカシア・リッジ）

成績
- 2003年：11位
- 2004年：11位
- 2005年：10位
- 2006年：?
- 2007年：10位